# Bahnivec jižní
Bahnivec jižní, známý také pod názvy kaferský, obecný nebo kapský (Redunca arundinum), je středně velký turovitý sudokopytník obývající otevřené planiny nebo vrchoviny s řídkým porostem, téměř vždy poblíž vody na území Zairu, Angoly, Zimbabwe, Zambie, Mosambiku a severní části jižní Afriky.

## Popis
Obě pohlaví mají na hřbetě a hlavě šedohnědou srst, břišní část těla, okolí čenichu, tlamy a část hrdla je bílá, u některých jedinců se objevuje i černé zbarvení předních končetin. Samice se od samce liší menší velikostí a postrádáním zhruba 35 cm dlouhých, zahnutých rohů s prstenci. Kohoutková výška se pohybuje kolem 85 cm, délka těla mezi 1,2-1,4 m a hmotnost kolem 70 kg.

## Chování

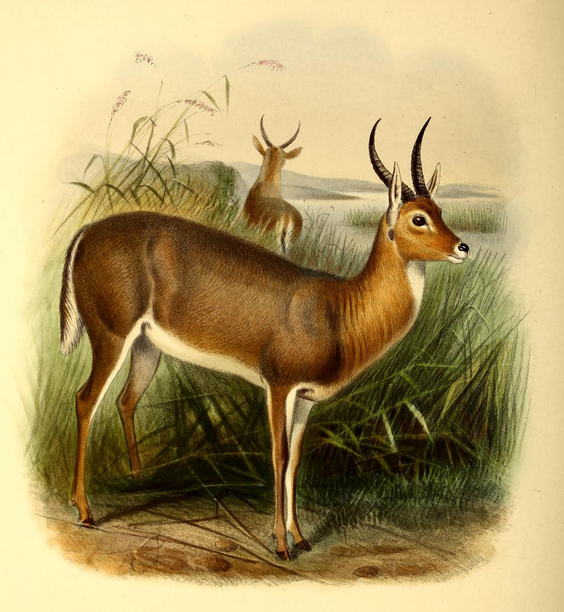
Bahnivec jižní (1894)

Je aktivní ve dne, přes horké dny odpočívá ve stínu a za potravou, kterou tvoří především tráva a výhonky, se vydává až večer nebo brzy ráno. Jak už z názvu plyne, zdržuje se tento druh antilopy vždy poblíž vody, kde se skrývá v rákosech nebo ve vysoké trávě. Je to plaché zvíře, které se při náznaku ohrožení vydává na útěk, při kterém se pohybuje trhavými pohyby a potřásá huňatým ocasem. Čenichem přitom vydává hlasité hvízdání, na které reagují i jiné druhy turovitých. Starší samec vlastní teritorium, v kterém žije po většinu roku spolu se svou družkou. Vetřelce varuje pískavými zvuky, nahrbováním hřbetu, prudkým trháním hlavou nebo rozhrabáváním země pomocí svých rohů. Svou družku si v období rozmnožování agresivně brání před ostatními samci, s kterými o ni bojuje, přičemž do sebe dva rivalové narážejí a snaží se přetlačit. Mladé samice a samci žijí většinou samostatně, až na období sucha, kdy se pro větší bezpečí shlukují až do 20členných stád.
Bahnivec jižní se rozmnožuje každoročně, nejvíce mláďat se rodí mezi prosincem a květnem. Před spářením předvádí samice svatební tance, při kterých vyskakuje do výšky se zdviženým ocasem. Několik týdnů před porodem, který se uskutečňuje po 7 až 8 měsíční březosti, samice opustí samce a začne žít klidnějším, samotářským životem. Rodí jediné šedohnědě zbarvené mládě, které po narození váží kolem 4,5 kg a které je po dobu 2 měsíců skryto ve vysoké vegetaci, kde ho chodí matka pravidelně chodit a očišťovat. Po uplynutí 2 měsíců se mládě připojuje k matce, která se vrací za svým druhem. Mládě u matky zůstává většinou až do období, kdy dospěje pohlavní dospělosti. U samic se tak děje v druhém roce života, u samců o rok později.
V přírodě se může bahnivec jižní dožít až 11 let.

## Ohrožení
Největší hrozbu pro bahnivce jižního představuje ztráta přirozeného biotopu a lov. Patří mezi oblíbené lovné antilopy jižní Afriky a místními domorodými kmeny je pronásledován pro maso.
Podle Červeného seznamu ohrožených druhů (IUCN) z roku 2006 patří bahnivec jižní mezi druhy závislé na ochraně (LR/cd).